# Jule Philippi
Jule Philippi, eigentlich Julia Philippi (* 19. November 1965 in Hamburg; † 1. Mai 2012 in Hamburg) war eine Linguistin und freie Autorin.

## Leben
Die Tochter einer Buchhändlerin und eines Architekten stammte väterlicherseits von der Amsinck-Familie ab, Wilhelm Amsinck war ihr Ururgroßvater.
Nach dem Abitur 1986 am Christianeum in Hamburg studierte Jule Philippi Allgemeine Sprachwissenschaft und Psychologie an den Universitäten Hamburg, Utrecht und Stuttgart. Ihre Magisterarbeit schrieb sie über die historische Entwicklung der Determinansphrase (DP). Sie schloss das Studium 1993 mit Summa cum laude ab. Danach war sie eine Zeit lang mit Vorträgen zu linguistischen Themen auf internationalen Konferenzen im In- und Ausland tätig. Ein Promotionsstudium in Stuttgart hat sie 1995 abgebrochen. Seitdem lebte Philippi als freie Autorin in Hamburg.
Philippis theoretische Arbeit befasste sich unter anderem mit der generativen Grammatik von Noam Chomsky. So erschien 2010 bei Vandenhoeck & Ruprecht ihr didaktisch aufbereitetes Einführungsbuch Basiswissen generative Grammatik. Einige ihrer Bücher sind für die linguistische Arbeit mit Kindern bestimmt. Sie gab auch Kurse für Schulkinder. Außerdem arbeitete sie journalistisch, schrieb Artikel unter anderem für die Hamburger Rundschau und hatte dort auch eine Kolumne.
Jule Philippi war Mutter von drei Kindern. Sie starb im Alter von 46 Jahren.

## Publikationen
- (auf Englisch) The rise of the artivle in Germanic languages. In: Ans van Kemenade & Nigel Vincent: Parameters of linguistic change. Cambridge University Press, 1997, ISBN 0521 58402 7.
- Eine Theorie des sprachlichen Wandels. In: Frankfurter Linguistische Forschungen 14, Institut für deutsche Sprache und Literatur, Frankfurt am Main 1997.
- Wir müssen den Kindern mehr Deutsch lernen. Weise Worte aus Politik und Gesellschaft. Rowohlt-Taschenbuch, Reinbek bei Hamburg 2005, ISBN 978-3-499-62079-9.
- Heimatliebe ist mehr als eine Spreewaldgurke. Weisheiten unserer Kanzlerin. Rowohlt-Taschenbuch, Reinbek bei Hamburg 2006, ISBN 978-3-499-62217-5.
- Computer und Internet. Surfen kann ich auch. Zeichnungen von Katrin Wolff, Kopiervorlagen für Kinder. Vandenhoeck und Ruprecht, Göttingen 2007, ISBN 978-3-525-79003-8.
- Sprache und Spiele. Linguistik kann ich auch. Zeichnungen von Katrin Wolff; Kopiervorlagen für Kinder. Vandenhoeck und Ruprecht, Göttingen 2007, ISBN 978-3-525-79000-7.
- Wer für alles offen ist, ist nicht ganz dicht: Weisheiten des Edmund Stoiber. Rowohlt-Taschenbuch, Reinbek bei Hamburg 2007, ISBN 978-3-499-62248-9.
- Crash-Kurs Lernen. Tipps, Ideen und Übungen für den Lernerfolg. Vandenhoeck & Ruprecht, Göttingen 2008, ISBN 978-3-525-70100-3.
- Einführung in die generative Grammatik. Sprach- und Schreibunterricht in Grundschule und Kita. UTB 3937, Stuttgart / Vandenhoeck & Ruprecht, Göttingen 2008, ISBN 978-3-525-26548-2 (V&R) / ISBN 978-3-8252-3937-4 (UTB).
- Pizza, Pasta und Gemüse. Kochen kann ich auch. Zeichnungen von Katrin Wolff, Kopiervorlagen für Kinder, Vandenhoeck & Ruprecht, Göttingen 2008, ISBN 978-3-525-79010-6.
- Zu Gast bei Freunden. Schimpfen und fluchen in 114 Sprachen. Rowohlt-Taschenbuch, Reinbek bei Hamburg 2010, ISBN 978-3-499-62603-6.[2]
- mit Michael Tewes: Basiswissen generative Grammatik, Vandenhoeck & Ruprecht, Göttingen 2010, ISBN 978-3-8252-3317-4 (UTB). Digitalisat
- Mitautorin des Autorenkollektivs unter der Leitung von Markéta Blažejová: Deutsch-tschechisches Wörterbuch der Phraseologismen und festgeprägten Wendungen. Bd. 1 und 2, C. H. Beck, Prag 2010.
- mit Suzan Hahnemann: Deutsche Sprache spielend lernen. Sprach- und Schreibunterricht in Grundschule und Kita. UTB / Vandenhoeck & Ruprecht, Göttingen 2013, ISBN 978-3-8252-3937-4 (UTB)

### Rezensionen
- Jule Philippi; Michael Tewes: Basiswissen Generative Grammatik  Rezension von Kevin Ch. Masalon, 9. August 2010
- „Du schimmelndes Ei.“ So schimpft man in der Welt Buchbesprechung mit einigen Zitaten in: Mitteldeutsche Zeitung, 10. Februar 2016
- Zu Gast bei Freunden. Schimpfen und fluchen in 114 Sprachen Buchbesprechung auf AVIVA-Berlin.de
- Jule Philippi – Heimatliebe ist mehr als Spreewaldgurke – Weisheiten unserer Kanzlerin (2006) Rezension auf allerleibuntesausdeutschland.wordpress.com